# Петрос Йоанидис
Петрос Йоанидис (на гръцки: Πέτρος Ιωαννίδης) е гръцки андартски капитан, деец на Гръцката въоръжена пропаганда в Източна Македония.

## Биография
Петрос Йоанидис е роден в град Кавала, тогава в Османската империя. Става клефт. При започването на гръцката пропаганда се присъединява към нея с четата си. Действа заедно с капитан Атанасиос Минопулос в Халкидики, Солунско и Сярско. Участва като доброволец с четата си в Балканската война под командването на полковник Василиос Папакостас. През Междусъюзническата война защитава северната граница на Халкидики от евентуално българско нападение.